# Editio Regia

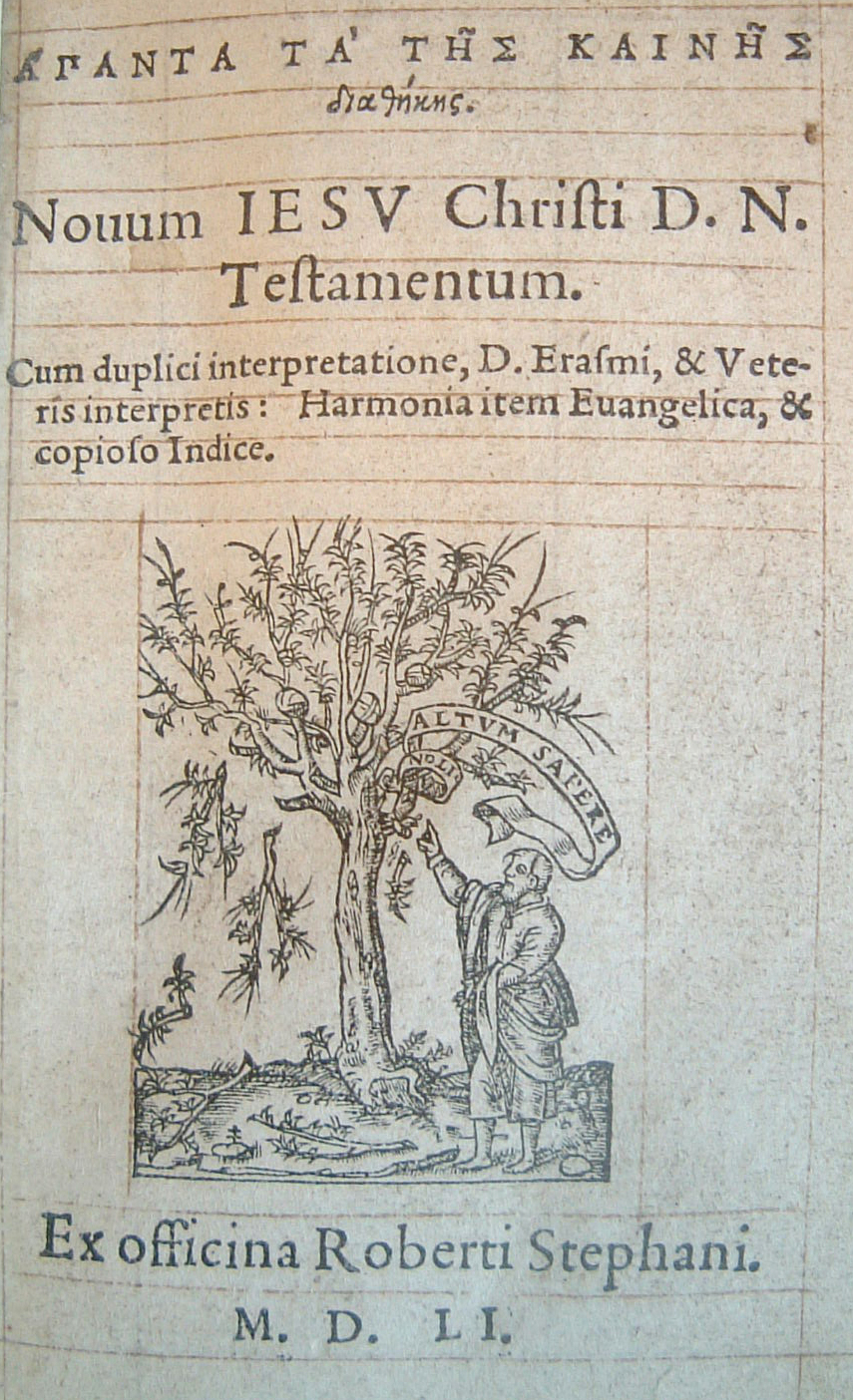
4. Ausgabe des Neuen Testaments von Robert Estienne

Editio Regia (Königliche Ausgabe) ist die dritte und bedeutendste Ausgabe des griechischen Neuen Testaments von Robert Estienne (1503–1559). Sie ist eine der wichtigsten gedruckten Ausgaben des griechischen Neuen Testaments in der Form des Textus Receptus. Den Namen Editio Regia  erhielt die Ausgabe wegen ihrer hohen Druckqualität, ihrer schönen und eleganten griechischen Drucktypen und ihrer reichen und auch ästhetisch ansprechenden Ausstattung.
Die Ausgabe wurde 1550 von Estienne in Paris überarbeitet. Es ist das erste griechische Testament mit einem kritischen Apparat. Estienne fügte an den Rändern der Seiten alternative Lesarten aus 15 griechischen Manuskripten sowie der Complutensischen Polyglotte an. Er bezeichnete all diese Quellen mit Symbolen von α' bis ις'. Die Complutensische Polyglotte wurde mit α' referenziert. Diese kritische Zusammenstellung war eine neue Aufgabe. Obwohl Estienne hunderte wichtiger Varianten wichtiger Zeugnisse ausließ, so war dies doch der erste Schritt zur modernen Textkritik. 
Das älteste Manuskript, das in dieser Ausgabe Verwendung fand, war der Codex Bezae. Diese Lesarten wurde für ihn „von Freunden in Italien“ (secundo exemplar vetustissimum in Italia ab amicis collatum) zusammengestellt. Der Großteil der übrigen verwendeten Manuskripte befinden sich heute in der Bibliothèque nationale de France. Estienne machte jedoch im Haupttext nur kleine Textänderungen gegenüber dem Novum Instrumentum omne von Erasmus.
Die vierte Auflage von 1551 ist im Text unverändert, jedoch ohne den kritischen Apparat. Zusätzlich enthält diese Ausgabe zum ersten Mal eine Verszählung.
Der Text dieser Ausgabe wurde bis gegen Ende des 19. Jahrhunderts immer wieder in verschiedenen Ausgaben nachgedruckt oder als Textgrundlage von textkritischen Ausgaben verwendet. Wenn vom Textus Receptus allgemein die Rede ist, so wird häufig der Text dieser Ausgabe vorausgesetzt, ohne sie explizit zu nennen.